# Eikelandsfjorden (Arendal)
 For alternative betydninger, se Eikelandsfjorden. (Se også artikler, som begynder med Eikelandsfjorden)
Eikelandsfjorden er en fjord i Arendal kommune, Agder fylke i Norge. Den ligger mellem Tverrdalsøya i øst og fastlandet i vest og går 3,5 km mod nord fra landsbyen og sundet Kilsund på Tverrdalsøya. Ved Øytangen på Tverrdalsøya munder Eikelandsfjorden ud i Oksefjorden, som fortsætter videre nordover mod Tvedestrandfjorden og Tvedestrand.